# Die Schäferin
Die Schäferin ist ein deutscher Heimatfilm von Dagmar Damek aus dem Jahr 2011 mit Stefanie Stappenbeck in der Titelrolle. Die deutsche Erstausstrahlung erfolgte 17. Juni 2011 auf das Erste.

## Handlung
Svea Hofmann war eine erfolgreiche Anwältin, ist aber nun schon seit 11 Monaten arbeitslos. Bei ihrer letzten Bewerbung musste sie wieder einmal feststellen, dass Frauen in dieser Branche nicht gefragt zu sein scheinen. Svea ist ziemlich deprimiert und fragt sich, wie lange sie das finanziell noch durchhält. Da erreicht sie am Abend ein Anruf von ihrer Freundin Ute Hogland. Ihr Onkel hat sich das Bein gebrochen und nun sucht sie dringend jemanden, der sich solange um dessen Schafherde kümmern könnte. Da Sveas Eltern früher selber einen Schäferhof hatten und sie auch gelernte Schäferin ist, fährt sie kurzentschlossen nach Bernheim. Hier trifft sie ihre Jugendliebe Hannes wieder, der nun allerdings mit Ute verheiratet ist und als Tierarzt arbeitet. Walter Roden ist indes von einer Aushilfe aus der Großstadt wenig begeistert.
Svea und Walter Roden müssen sich zusammenraufen, um die tägliche Arbeit in Haus und Stall zu meistern. Langsam gewöhnt sich Roden auch an die ungewohnte Gesellschaft und traut seiner Aushilfe täglich mehr zu. Auf die Weide will er sie mit der Herde aber erst lassen, wenn sie die Hunde im Griff hat. Die sind noch nicht so richtig an Svea gewöhnt. Einen Rückschlag nimmt die Beziehung zu Roden, als er Svea für den Tod von drei Schafen verantwortlich macht, die sie angeblich falsch gefüttert hätte. Jedoch stellt sich heraus, dass sich die Tiere die Vergiftung im Freien durch illegal entsorgte Kanister mit Giftmüll zugezogen haben. Im Dorf scheint ihre Entdeckung nicht allzu viel Anerkennung zu finden und der Bürgermeister möchte nicht, dass die Sache an die „große Glocke“ gehängt wird.
Da auch ein Tierarzt bei einer Schafherde immer gut zu tun hat, sehen sich Svea und Hannes sehr häufig. So verbringen sie immer öfter Zeit miteinander, wobei Svea weiß, dass Hannes glücklich verheiratet ist und seine Familie hat. Trotzdem genießt sie seine Gesellschaft und freut sich, in alten Erinnerungen zu schwelgen und die Orte ihrer Kindheit aufzusuchen. Der Alltag holt sie aber schon bald wieder ein und als sich das Bein von Roden entzündet und er im Krankenhaus bleiben muss, ist Svea ganz auf sich allein gestellt. In ersten kleinen Runden bringt sie die Schafe ins Freie und hat ihre liebe Not sie zusammenzuhalten. Ihren Schäferwagen hat sie inzwischen auch einsatzbereit und verbringt so viel Zeit mit den Tieren auf der Weide. Hannes sucht immer öfter ihre Nähe, was seiner Frau nicht verborgen bleibt. Ute Hogland wäre es am liebsten, wenn Svea so schnell wie möglich wieder verschwinden würde. Doch Rodens Bein macht weiter Schwierigkeiten und es ist zu befürchten, dass er seine Schäferei aufgeben muss. Svea spielt deshalb mit dem Gedanken, die Schäferei zu pachten. Ute hat somit noch mehr Angst um ihre Ehe, was nicht ganz unbegründet ist, denn Hannes lässt Svea gegenüber keinen Zweifel daran, dass er sie noch immer liebt. Sooft er kann, besucht er sie in ihrem Schäferwagen und verbringt so manches Schäferstündchen mit ihr. Es ist ihm sehr ernst mit ihrer Beziehung, aber auch seine Frau und seine Tochter sind ihm nicht minder wichtig. Svea wird allmählich bewusst, dass sie dabei ist, eine Ehe zu zerstören. Sie fasst den Entschluss, ihre Sachen zu packen und abzureisen. Für Roden hat sie ein Konzept entwickelt, wie er seine Schäferei rentabel halten könnte.
Für Hannes spitzt sich die Situation zu, als Ute ihm eine Szene macht und ihn verlassen will. Nur mit viel Mühe kann er sie davon überzeugen, dass die Episode mit Svea vorbei und er weiß, dass sein Platz bei seiner Familie ist.
Wieder in Frankfurt zurück, eröffnet Svea ihre eigene Kanzlei.

## Hintergrund
Der Film wurde zwischen 18. Mai 2010 und 21. Juni 2010 in der Rhön, in Frankfurt am Main und Fulda gedreht. Die Drehorte sind weit in der Rhön verteilt, so ist der Schäferhof in dem fiktiven Örtchen Bernheim bei Hofbieber zu finden; das Fachwerkhaus, in welchem im Film die Tierarztpraxis von Hannes untergebracht ist, steht in Poppenhausen. Schloss Fasanerie in Eichenzell wurde die Kulisse für das Anwesen von Graf und Gräfin Lowitz und Utes Töpferei steht bei Mellrichstadt. Die Gangolfskapelle bei Fladungen wurde ebenso Schauplatz wie die Hochrhönstraße und der Basaltsee bei Ginolfs.

## Rezeption

### Einschaltquote
Die Erstausstrahlung von Die Schäferin am 17. Juni 2011 wurde in Deutschland von 4,97 Millionen Zuschauern gesehen und erreichte einen Marktanteil von 18,7 Prozent für Das Erste.

### Kritiken
Rainer Tittelbach von Tittelbach.tv wertete: „Ein bisschen Rückbesinnung in noch jungen Jahren, etwas Zurück-zu-den-Wurzeln-Stimmung, die Wiederentdeckung der Natürlichkeit, die Kultivierung des Bodenständigen – all das schwingt mit in ‚Die Schäferin‘. In diesem undramatisch erzählten Film von Dagmar Damek mit der bezaubernden Stefanie Stappenbeck geht es außerdem um eine amouröse Wiederbegegnung. Die Story bietet keine Überraschung, erfreulich das Bild der Natur.“
Die Kritiker der Fernsehzeitschrift TV Spielfilm sahen „Saftige Weiden, drollige Lämmer, glaubhafte Darsteller: Eine gediegene öffentlich-rechtliche Wohlfühlproduktion, die auf eigentlich abgegrasten Genreweiden noch das eine oder andere grüne Hälmchen entdeckt. Das geht nicht ohne Klischees ab, aber wenigstens blendet der Film die Realität auch nicht vollständig aus“. Sie resümierten: „Passables Beziehungsdrama, solide Akteure.“
Für Kino.de urteilte Tilmann P. Gangloff: „Im Grunde besteht der Film über weite Strecken bloß aus Landschaft, Schafen und den Anziehungskräften zwischen Svea und Hannes. Zwischendurch gibt es kleine Aufregungen, wenn die Schäferin wild entsorgte Giftkanister entdeckt, ein Schaf aus einem Graben rettet oder einen Teil der Herde von den Gleisen verscheucht.“ „Die Geschichte ist von ähnlich ergreifender Schlichtheit wie der Titel. Und doch ist der Film ein Beweis dafür, dass auch eine überschaubare Handlung neunzig Minuten lang fesselnde Unterhaltung bieten kann.“